# Testudinaria lemniscata
Espèce
Synonymes
- Arcidius lemniscatus Simon, 1893

Testudinaria lemniscata est une espèce d'araignées aranéomorphes de la famille des Araneidae.

## Distribution
Cette espèce est endémique du Brésil. Elle se rencontre au Minas Gerais, dans l'État de São Paulo, au Santa Catarina et au Rio Grande do Sul.

## Description
La femelle holotype mesure 4 mm. Le mâle décrit par Rodrigues et Mendonça en 2011 mesure 3,0 mm.

## Publication originale
- Simon, 1893 : Études arachnologiques. 25e Mémoire. XL. Descriptions d'espèces et de genres nouveaux de l'ordre des Araneae. Annales de la Société Entomologique de France, vol. 62, p. 299-330 (texte intégral).